# Anna Axfors
Anna Birgitta Axfors, född 17 oktober 1990 i Torpa, är en svensk författare och poet. Hon utkom 2016 med romanen Kärleksbrevet på 10TAL Bok.
Axfors utsågs 2016 till en av Sveriges 20 viktigaste unga poeter av Svenska Dagbladet.